# Timm Albers
Timm Albers (* 1. November 1974 in Mönchengladbach) ist ein deutscher Erziehungswissenschaftler und Bildungsforscher. Seit 2014 leitet er die Arbeitsgruppe Inklusive Pädagogik an der Universität Paderborn.

## Werdegang
Timm Albers studierte zwischen 1995 und 2000 Sonderpädagogik, Germanistik und Sportpädagogik an der Universität Hannover. Nach dem ersten und zweiten Staatsexamen war er bis 2005 als Förderschullehrer in Braunschweig und Wolfsburg tätig. Zwischen 2004 und 2005 war er zudem Seminarleiter im Studienseminar Wolfenbüttel für das Lehramt für Sonderpädagogik, bis er als Lehrkraft für besondere Aufgaben zurück an die Leibniz Universität Hannover wechselte. Dort promovierte er 2008 mit summa cum laude zum Thema "Sprachstand und sprachliche Interaktion in Kindertageseinrichtungen - Quantitativ-qualitative Analyse der sprachlichen und kommunikativen Kompetenzen von drei- bis sechsjährigen Kindern unter Berücksichtigung des Erst- und Zweitspracherwerbs im Deutschen".
Von 2010 bis 2013 war er als Juniorprofessor für Frühkindliche Bildung (Bilinguales Lehren und Lernen) an der PH Karlsruhe tätig, wo nach positiver Evaluation die Feststellung habilitationsäquivalenter Leistungen erfolgte. 2013 erhielt Timm Albers Rufe an die PH Ludwigsburg (W3-Professur für Grundschulpädagogik), die Universität Leipzig (W3-Professur für Inklusionspädagogik) und die Universität Paderborn (W2-Professur für Inklusive Pädagogik).

## Forschung
Die Forschungsschwerpunkte von Timm Albers liegen in den Bereichen Inklusion in Kindertageseinrichtungen und Schulen, Spracherwerb und Sprachliche Bildung bzw. alltagsintegrierte Sprachförderung (Fachkraft-Kind-Interaktion, Peerinteraktion, kommunikative Strategien von Kindern mit geringen Sprachkenntnissen im Deutschen, Mehrsprachigkeit), sowie im Umgang mit Kindern mit Fluchterfahrung in Kindertageseinrichtungen.

## Publikationen (Monografien)
- D. Weltzien, T. Albers, S. Dörther, S. A. Söhnen, N. Verhoeven, C. Ali-Tani: Inklusionskompetenz in Kita-Teams (InkluKiT) : Wissenschaftlicher Abschlussbericht. FEL, Freiburg 2021.
- T. Albers: Kulturelle Vielfalt und kultursensitive Handlungsmöglichkeiten in der Kindertagespflege. Eine Expertise im Auftrag des Bundesverbands Kindertagespflege e.V., Berlin 2018.
- T. Albers, E. C. Ritter: Kinder und Familien mit Fluchterfahrung kommen an. Herder, Freiburg 2016.
- T. Albers, E. C. Ritter: Zusammenarbeit mit Eltern in der Kita. Ernst Reinhardt Verlag, München, Basel 2015.
- Timm Albers: Das Bilderbuch-Buch. Beltz, Weinheim/ Basel 2015.
- T. Albers, M. Lichtblau: Inklusion und Übergang von der Kita in die Grundschule: Kompetenzen pädagogischer Fachkräfte. DJI, München 2014.
- D. Weltzien, T. Albers: Vielfalt und Inklusion. Herder, Freiburg 2014.
- T. Jungmann, T. Albers: Frühe sprachliche Bildung und Förderung. Ernst Reinhardt Verlag, München/ Basel 2013.
- T. Albers: Sag mal! Krippe, Kindergarten und Familie: Sprachförderung im Alltag. Beltz, Weinheim/ Basel 2011.
- T. Albers: Mittendrin statt nur dabei. Inklusion in Krippe und Kindergarten. Ernst Reinhardt Verlag, München/ Basel 2011, 2012.
- T. Albers: Sprache und Interaktion im Kindergarten - Eine quantitativ-qualitative Analyse der sprachlichen und kommunikativen Kompetenzen von drei- bis sechsjährigen Kindern. Klinkhardt forschung, Bad Heilbrunn 2009.